# Penijärv
Penijärv ist ein natürlicher See in der Landgemeinde Kanepi im Kreis Põlva auf dem estnischen Festland. 810 Meter vom 0,8 Hektar großen See entfernt liegt das Dorf Voorepalu und 36 Kilometer entfernt liegt der 3555 km² große Peipussee (Peipsi-Pihkva järv).